# Braj Bhasha
Braj Bhāshā là một ngôn ngữ Tây Hindi. Cùng với tiếng Awadh (một ngôn ngữ Đông Hindi), nó là một trong hai ngôn ngữ văn học chiếm ưu thế của Bắc-Trung Ấn Độ trước khi chuyển sang tiếng Khariboli vào thế kỷ 19.
Brij Bhasha được nói bởi những người trong khu vực được xác định là Vraja Bhoomi, một nhà nước chính trị trong kỷ nguyên của các cuộc chiến Mahabharata. Theo các văn liệu Ấn Độ giáo cổ đại như Bhagavata Purana, Vương quốc Surasena được mô tả là lan truyền qua Brij (còn được gọi là Vrija hoặc Vraja), nơi hóa thân của Vishnu, Krishna được sinh ra và trải qua những ngày thơ ấu. Khu vực này nằm ở Agra - Mathura - Firozabad, khu vực Aligarh, và trải dài đến tận vùng Delhi. Ở Ấn Độ hiện đại, khu vực này chủ yếu nằm ở tây bắc bang Uttar Pradesh, cực đông của Rajasthan tức là Bharatpur và Dholpur và các cực nam của Haryana. Cũng bao gồm các khu vực ở mạn bắc Madhya Pradesh như Morena. Ngày nay Braj Bhoomi có thể được coi là một thực thể văn hóa - địa lý hơn là một bang đích thực. Đây là khu vực bản xứ và tự hào có một nền văn hóa và văn học phong phú với các nhà thơ nổi tiếng như Surdas, Bhai Gurdas và Amir Khusro. Brij Bhasha rất gần với khu vực tiếng Awadh, được nói ở vùng Awadh lân cận.
Phần lớn văn học Hindi được phát triển bằng tiếng Braj trong thời trung cổ. Tuy nhiên, ngày nay phương ngữ Khariboli đã trở thành phương ngữ tiêu chuẩn chiếm ưu thế của tiếng Hindi.
Ở Ấn Độ hiện đại, Braj Bhasha bị xem là một phương ngữ không chính thức được nói bởi những người bản địa của vùng Braj Bhoomi, có ý nghĩa lớn về văn hóa và tôn giáo. Phần lớn thơ tiếng Hindi, đặc biệt là thơ 'Bhakti' hoặc thơ sùng đạo viết bằng ngôn ngữ này. Một số bài thơ sùng kính dành cho Krishna cũng được sáng tác bằng Braj Bhasha. Nhà thơ tiếng Urdu tiên phong Amir Khusrow, cũng đã nói và sáng tác thơ bằng ngôn ngữ này. Những bài hát hay bài thơ dân gian Braj Bhasha nổi tiếng bao gồm Chhaap Tilak Sab Chheeni của Amir Khusro, và bài hát sùng kính nổi tiếng, Main Naahin Maakhan Khaayo của Surdas. Braj Bhasha cũng là ngôn ngữ chính của các tác phẩm âm nhạc Hindustan cổ điển.

## Phân bố địa lý
Hiện nay, Braj Bhasha chủ yếu là ngôn ngữ nông thôn, chiếm ưu thế trong khu vực Braj, tập trung ở Mathura và Agra ở Uttar Pradesh và Bharatpur và Dholpur ở Rajasthan. Đây là ngôn ngữ chiếm ưu thế ở đoạn trung tâm của Ganges-Yamuna Doab ở các huyện sau:
- Hathras
- Mathura
- Agra
- Aligarh
- Firozabad
- Auraiya
- Etah
- Mainpuri
- Etawah
- Bulandshahr
- Noida
- Farrukhabad
- Kasganj
- Badaun
- Morena
- Gwalior

Nó trải dài qua sông Hằng vào các huyện không thuộc Doab của Badaun và Bareilly và đi lên chân đồi của Nainital tại Udham Singh Nagar ở Uttarakhand.
Ngoài Uttar Pradesh, nó còn được nói ở các khu vực giáp ranh với Rajasthan, chủ yếu ở các huyện sau:
- Bharatpur
- Dhaulpur

cũng như các phần của Karauli, từ đó trở đi, nó hợp nhất với các ngôn ngữ Rajasthan.
Nó cũng được nói ở các khu vực phía tây của Uttar Pradesh, chủ yếu ở huyện Mathura và các khu vực phía đông của các huyện Palwal và Noida.
Ở Madhya Pradesh, nó được nói ở các huyện Bhind, Morena, Gwalior và Shivpuri. Nó được nói ở một số làng Mathura, đặc biệt ở Vrindavan, Madhuvan, Kaman, Kosi Kalan, Chhata, Baldeo và tất cả các làng khác thuộc Khu vực Braj với Bajna, Surir, Bhidauni 